# Haft Tepe
Haft Tepe (también Haft Tape) es un yacimiento arqueológico situado en la provincia de Juzestán, en el suroeste de Irán, a unos 15 kilómetros al suroeste de la antigua ciudad de Susa. En este yacimiento se descubrieron en 1908 los posibles restos de la ciudad elamita de Kabnak, y aún se realizan excavaciones.

## Historia
La ciudad de Kabnak se menciona como un importante centro político durante el reinado del rey elamita Tepti-Ahar, el último rey de la dinastía Kidinuid que gobernó en el siglo XV a. C.   Es posible que también fuera enterrado en la ciudad. Otro gobernante conocido por dos sellos hallados en una tumba de Haft Tepe fue Inshushinak-sarru-(rabu)-ilani. Tras la muerte de Tepti-Ahar, el centro del poder volvió a la antigua capital Susa, aunque no existen pruebas claras de que Kabnak llegara a ostentar poder real alguno. Debido a la agitación de esta época es posible que la construcción de Kabnak fuera necesaria después de que Tepti-Ahar perdiera el control sobre Susa, sin embargo esta teoría no ha sido completamente confirmada por pruebas sólidas. Algunos siglos más tarde se construyó otra ciudad en el cercano emplazamiento de Choga Zanbil.

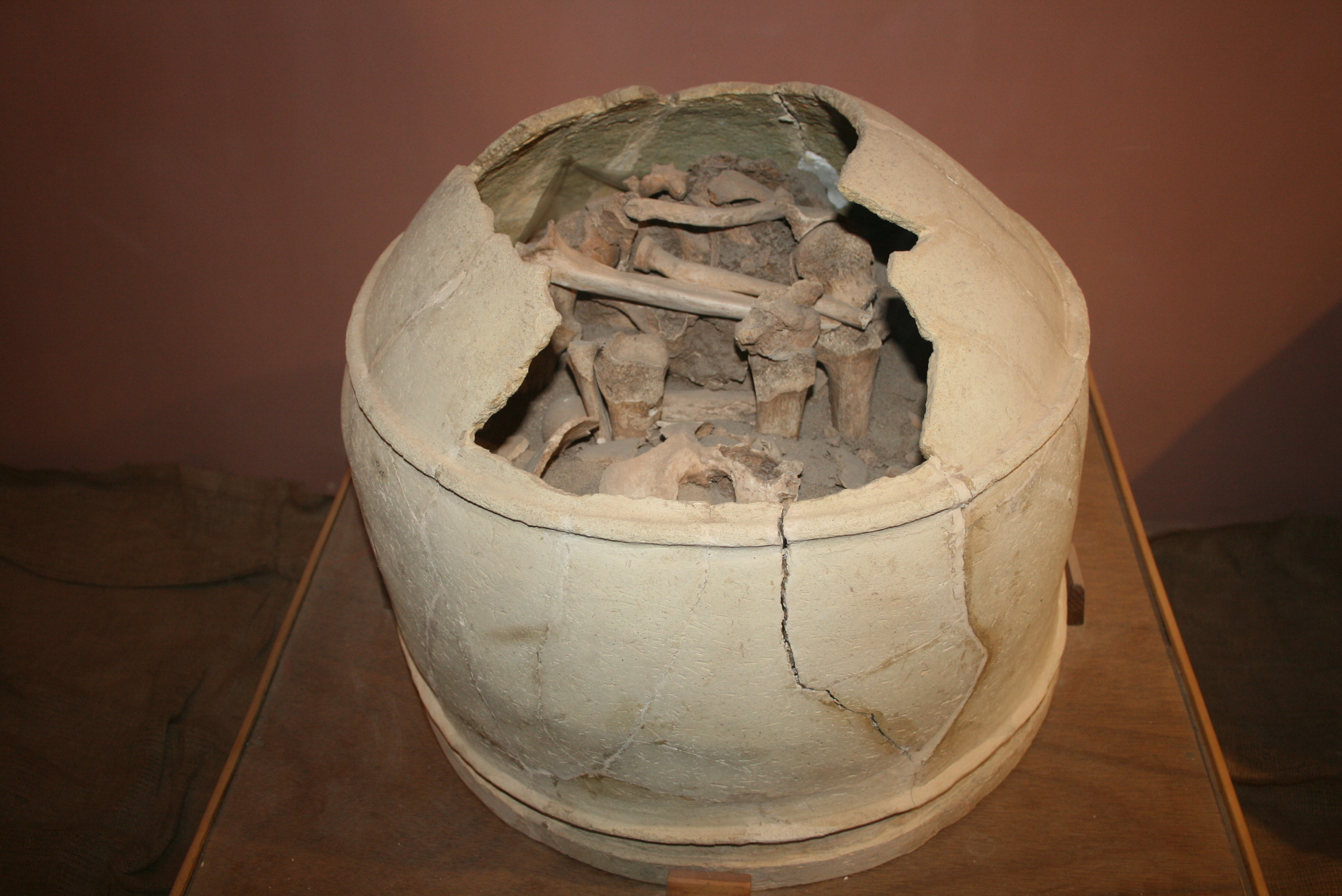
Recipiente funerario elamita en el museo de Haft Tepe.

Las excavaciones en Haft Tepe revelaron un gran complejo funerario fundado por Tepti-Ahar donde se rendía culto al dios Kirwashir (Kirmasir). Contaba con dos grandes plataformas de adobe, una zona de talleres y un probable palacio. Bajo un gran patio rectangular había un complejo funerario subterráneo destinado al rey y su familia. Las dos tumbas, incluida la del rey, presentaban un techo abovedado ovalado, construido en ladrillo cocido con mortero de yeso. La tumba de Tepti-Ahar medía 10 ms de largo, 3,25 m de ancho y 3,75 m de alto. En la tumba se encontraron restos óseos, aunque no es seguro que pertenezcan a la realeza.

Otra gran estructura encontrada en el yacimiento fueron quizás los cimientos de un zigurat, junto con patios y conjunto de habitaciones. El complejo funerario estaba decorado con placas de bronce y pinturas murales. Se encontraron varios ejemplos de sarcófagos de terracota denominados generalmente «ataúdes de bañera». También se encontraron varias estelas de piedra de gran tamaño, una de las cuales, escrita en babilonio antiguo, detallaba los ritos y ceremonias funerarias, incluidos los sacrificios que debían realizarse ante el carro del dios y de Tepti-Ahar. En el yacimiento también se encontraron textos administrativos pertenecientes al reinado de Tepti-Ahar.

## Arqueología

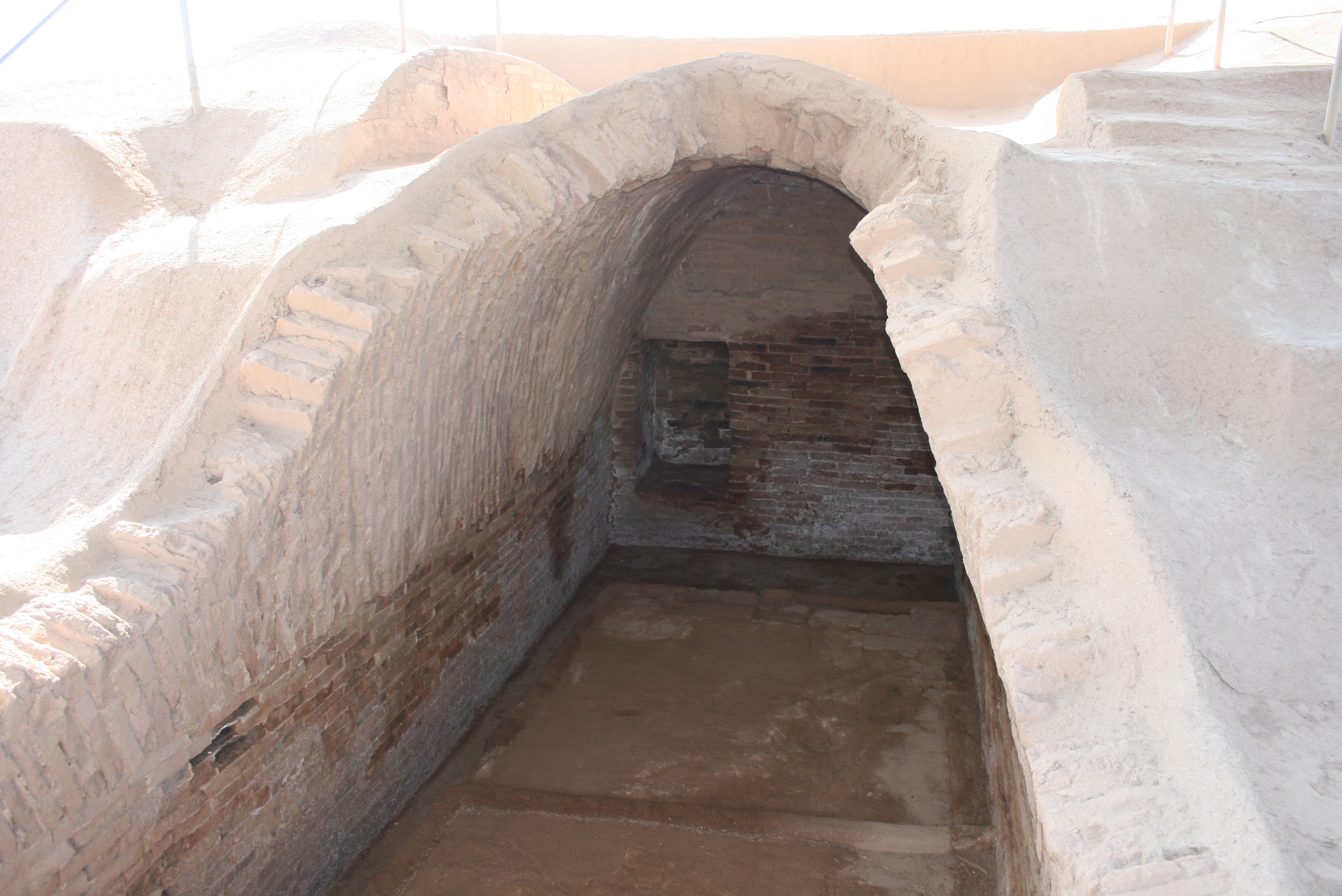
Tumba real de Haft Tepe.

El yacimiento mide aproximadamente 1,5 km por 800 metros y está formado por 14 montículos, el más alto de los cuales alcanza los 17 metros de altura. Haft Tepe fue estudiado por primera vez por el arqueólogo francés Jacques de Morgan en 1908. El yacimiento fue excavado entre 1965 y 1979 por un equipo del Instituto de Arqueología de la Universidad de Teherán, dirigido por el arqueólogo iraní Ezzat Negahban.
 Se encontró un documento legal lacrado con un sello cilíndrico, inusual en aquella época:

Ishmekarab, rey de la ciudad de Susa, odiaba al demonio utukku y a la ciudad de Susa, cuando fuera de sus puertas le hizo salir, le dio un sello, al que después dio poder. Él o su adversario en la corte, si impugnan de nuevo el acuerdo, el kidinnu de Napiriša e Inšušinak ha sido tocado. Y el que altere esta tablilla, que se vaya por orden de Napiriša e Inšušinak. El cetro de Išme-karāb puede ser puesto sobre su cabeza.

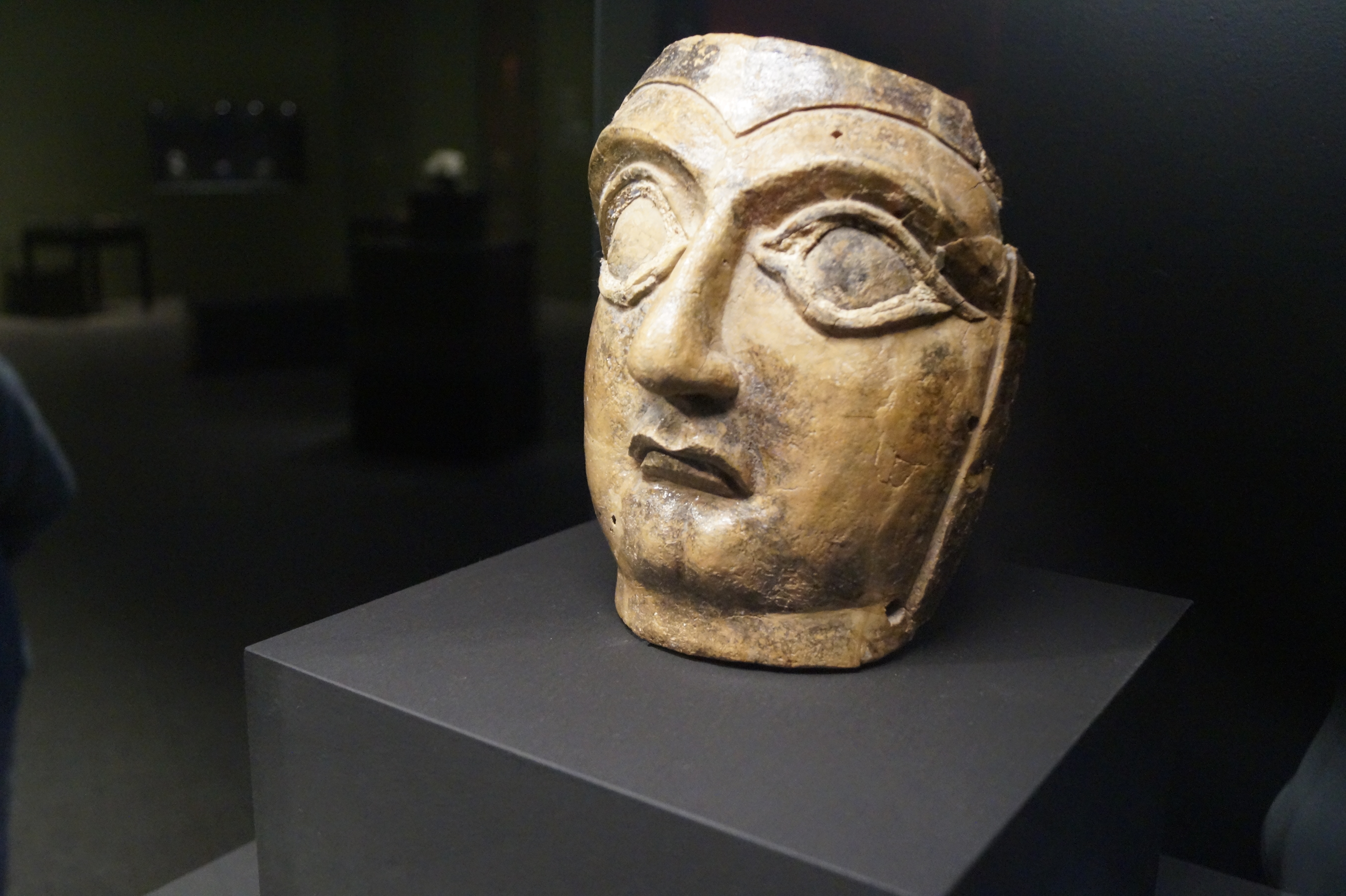
Escultura funeraria de cerámica de Irán, elamita, c. 1750 a. C. Procedencia: Haft Tepe.

Desde 2003 las excavaciones han sido llevadas a cabo por un equipo de arqueólogos germano-iraníes, entre ellos la Universidad de Maguncia, la Universidad de Kiel y la Organización del Patrimonio Cultural Iraní, dirigidos por Behzad Mofidi en diez temporadas hasta 2013.
En la campaña de 2006 se recuperaron varias tablillas cuneiformes administrativas  que ya han sido publicadas. Se trata principalmente de inventarios. Una tablilla está lacrada con el sello real de Tepti-Ahar, rey de Susa, y lleva por nombre "el año en que el rey (local) repelió/expulsó a Kadašman-dkur.gal". Se ha especulado sobre a quién se refiere, desde el gobernante casita Kadashman-Enlil II o Kadashman-Harbe I hasta incluso algún gobernante casita local que no formara parte de la dinastía casita.

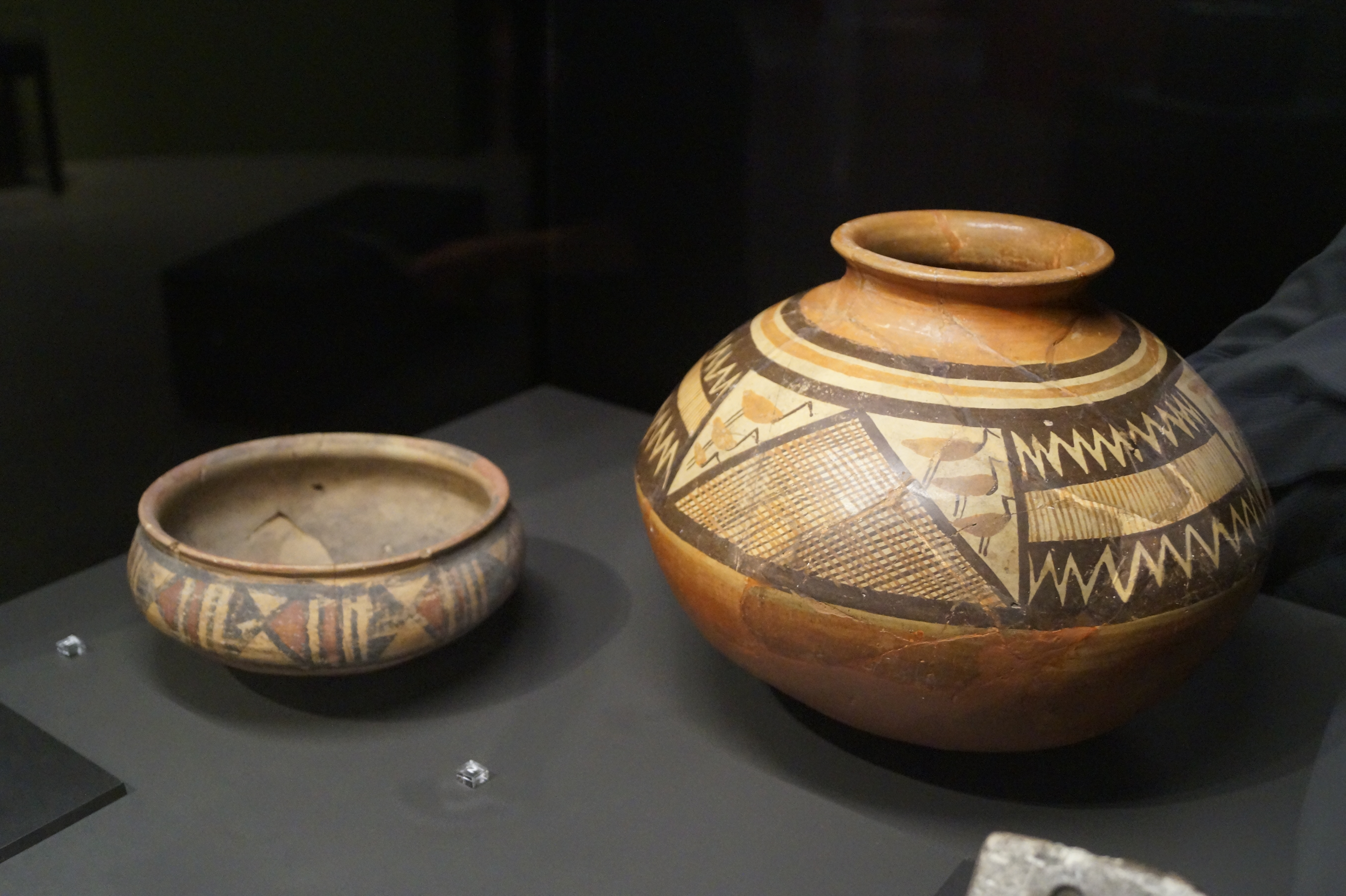
Cerámica de Irán - hallazgos de Haft tepe (Tappe Haftawan), cerámica de Urmía, c. 1750 a. C.

Cuando los arqueólogos franceses trabajaban en Susa, los obreros entregaron los objetos que habían encontrado. Se cree que algunos no proceden de Haft Tepe, entre ellos un fragmento de ladrillo:

Tepti-Ahar, rey de Susa, hizo una estatua de sí mismo y de sus sirvientas con las que se siente agradecido, y figuras femeninas que interceden por él y por sus sirvientas con las que se siente agradecido; construyó una casa de ladrillos cocidos y se la dio a su señor Inšušinak. Que Inšušinak lo favorezca mientras viva. Al caer la noche, cuatro mujeres de los guardianes de la casa .... no deben actuar de común acuerdo para retirar el oro; sus vestidos deben estar sujetos con cuerdas; deben entrar y dormir a los pies de las figuras lamassu- y karibu-; deben ....